# Euhadra murayamai
Euhadra murayamai es una especie de molusco gasterópodo de la familia Bradybaenidae en el orden de los Stylommatophora.

## Distribución geográfica
Es endémica del Japón.